# 권고적 의견
권고적 의견(Advisory opinion)은 법적 구속력이 없는 법적 판단을 의미한다. 처음부터 구속력이 없는 의견이 요청된 경우, 자문의견이라고도 한다.  

## 국제사법재판소
〈유엔헌장〉 제96조에 따라 국제사법재판소에 유엔 총회 등은 권고적 의견을 요청할 수 있다.
주요 사건으로는 다음과 같은 사건이 있다.
- 핵무기 위협 또는 사용의 적법성에 관한 국제사법재판소 권고적 의견
- 서사하라 권고적 의견
- 차고스 제도에 대한 권고적 의견